# Брылкин, Дмитрий Николаевич
Дмитрий Николаевич Брылкин (1821—1882) — офицер Российского императорского флота, участник Крымской войны, Альминского сражения, обороны Севастополя. Георгиевский кавалер, контр-адмирал.

## Биография
Дмитрий Николаевич Брылкин родился 4 декабря 1821 года в дворянской 
многодетной семье морского офицера мичмана Николая Дмитриевича и его жены Каролины Петровны, помещиков села Асташкина Новоржевского уезда Псковской губернии. В семье было девять детей: четыре дочери и пять сыновей, четверо из которых: Дмитрий, Александр, Пётр и Владимир пошли по стопам отца и деда — лейтенанта флота Дмитрия Кирилловича Брылкина, и стали морскими офицерами.
18 июня 1830 года поступил кадетом в морскую роту Александровского корпуса в Царском Селе. 5 апреля 1834 года переведён в Морской кадетский корпус. 9 января 1839 года произведён в гардемарины, в 1840 и 1841 годах крейсировал на линейных кораблях «Константин» и «Императрица Александра» в Балтийском море. 22 декабря 1841 года, после окончания Морского корпуса, произведён в мичманы.
В 1842 году командуя канонерской лодкой № 80 плавал между Петербургом и Кронштадтом. В 1843—1849 годах на линейных кораблях «Ретвизан» и «Финланд», а затем на фрегате «Церера» плавал в Балтийском и Немецком морях. 11 апреля 1848 года произведен в лейтенанты. В 1850 году на корабле «Бородино» перешёл из Архангельска в Кронштадт. В 1851 и 1852 годах на корабле «Эмгейтен» крейсировал в Балтийском море.

### Участие в Крымской войне
В 1853 году переведен с Балтийского на Черноморский флот, был прикомандирован к 30-му флотскому экипажу. На линейном корабле «Ягудиил» крейсировал у восточного берега Чёрного моря. После высадки в Крыму англо-французских войск служил в 4-м флотском экипаже, находился в Северном укреплении в составе сводного стрелкового батальона. 8 сентября 1854 года участвовал в Альминском сражении — первом крупном сражении Крымской войны.

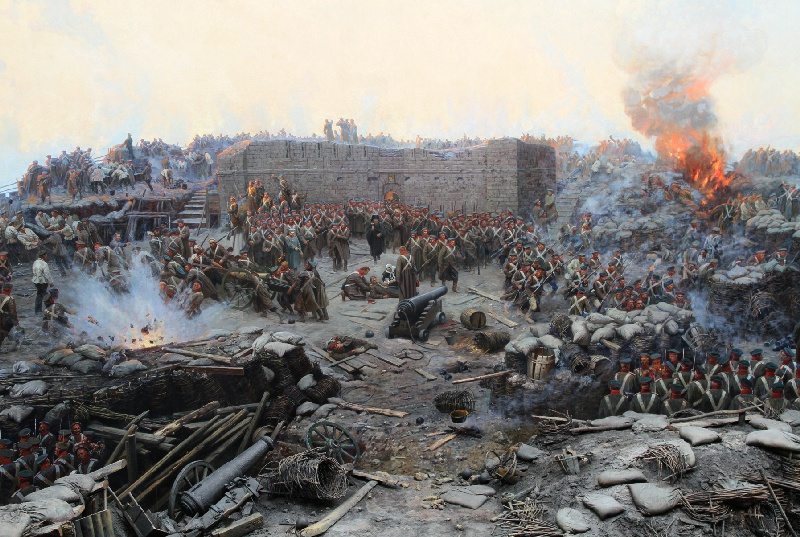
Оборона Севастополя (Франц Рубо)

С 13 сентября 1854 по 27 августа 1855 года состоял в севастопольском гарнизоне. Первоначально служил на линейном корабле «Ягудиил», стоявшем в Южной бухте, затем на Малаховом кургане. За отличие при отражении бомбардировки Севастополя 5 октября 1854 года был награждён орденом Святого Владимира 4-й степени с бантом. 6 октября был контужен в голову и левое плечо. 25 марта 1855 года назначен командиром двух батарей на 3-е отделение оборонительной линии. Был награждён Золотой саблей с надписью «За храбрость», в представлении о награждении говорилось: «…более 4-х месяцев заведовал двумя батареями на правом фланге Пересыпки (Пересыпи.) Южной бухты и всегда оказывал отличную деятельность, находясь под постоянным огнем с 25 марта, контужен 12 апреля». 6 июня 1855 года, в день штурма укреплений 3-го отделения, отбил все попытки англичан захватить его батарею. За этот подвиг был удостоен ордена Святой Анны 3-й степени с бантом, а 4 июня 1856 года награждён орденом Святого Георгия 4-й степени (№ 9920). В Высочайшем указе отмечалось: «При отражении 6 июня 1855 г. неприятельского штурма, командуя батареей своего имени, когда неприятель большими силами вел атаку на Южную бухту на Пересыпке и сделал натиск на фланговую его батарею, несмотря на превосходство сил не только не допустил овладеть батареей, но и заставил неприятеля отступить с большим уроном».
После оставления русскими войсками Южной стороны находился на Михайловской батарее на Северной стороне. За героизм, проявленный в последние дни обороны Севастополя, награждён орденом Святого Станислава 2-й степени с мечами.
После окончания Крымской войны служил на Балтике, в 1856 году командовал винтовой лодкой «Прилив», плавал между Петербургом и Кронштадтом. 10 марта 1859 года переведён на Каспий. В 1858—1862 годах командовал винтовой шхуной «Хивинец», на которой в 1859 году участвовал в уничтожении враждебных туркменов Чикишлярского аула и совершал плавания в Каспийском море. 8 сентября 1859 года произведён в капитан-лейтенанты «за подавление выступления враждебных туркменов». В 1864 году назначен заведовать судами 3-го разряда при Астраханском порте.
29 апреля 1865 года уволился со службы, но спустя три года, 4 марта 1868 года вернулся из отставки в том же чине. Назначен на должность смотрителя магазинов при Адмиралтейских ижорских заводах. 17 апреля 1870 года произведён в капитаны 2 ранга, 8 апреля 1873 года — в капитаны 1 ранга. В 1874 году был награждён орденом Святой Анны 2-й степени с мечами. В 1880 году произведён в контр-адмиралы с увольнением от службы.
Умер 18 января 1882 года в Санкт-Петербурге, похоронен на кладбище при Новодевичьем монастыре.

## Память
Имя Брылкина Дмитрия Николаевича увековечено на мраморной плите в верхней церкви собора Святого Равноапостольного князя Владимира, где нанесены имена 72 офицеров Морского ведомства, кавалеров ордена Святого Георгия с доблестью защищавших Отечество в период Крымской войны 1853—1856 годов.